# Giacomo Durazzo
Le comte Giacomo Durazzo est un diplomate, homme de théâtre et bibliophile italien, né à Gênes le 27 avril 1717 et mort à Venise le 15 octobre 1794.

## Biographie

### Carrière
Envoyé extraordinaire de la république de Gênes à Vienne en 1749, Durazzo entre dans les grâces de l'impératrice Marie-Thérèse. Lassé de la carrière diplomatique, il est nommé directeur général des spectacles (Generalspektakeldirektor) de Vienne en 1754 et procède à une réforme complète des théâtres impériaux.
Il introduit l'opéra-comique à Vienne, entretient des échanges permanents avec Favart à Paris et fait venir Gluck à la cour. Véritable intendant des spectacles, il réforme également les ballets et offre à Gasparo Angiolini l'occasion de développer ses théories novatrices sur le ballet d'action.
Devant la cabale organisée par les détracteurs de ses réformes, Durazzo est contraint de démissionner en 1764 et revient à la diplomatie, comme ambassadeur impérial à Venise.
Sa vaste bibliothèque musicale fait aujourd'hui partie de la Bibliothèque nationale de Turin et représente la principale source des œuvres manuscrites autographes d'Antonio Vivaldi (fonds Foà-Giordano),,.

### Famille
En 1750, il épouse Ernestine Aloisia Ungnad von Weissenwolff (de), alors âgée de dix-huit ans ; Giacomo Casanova assiste au mariage.

## Expositions

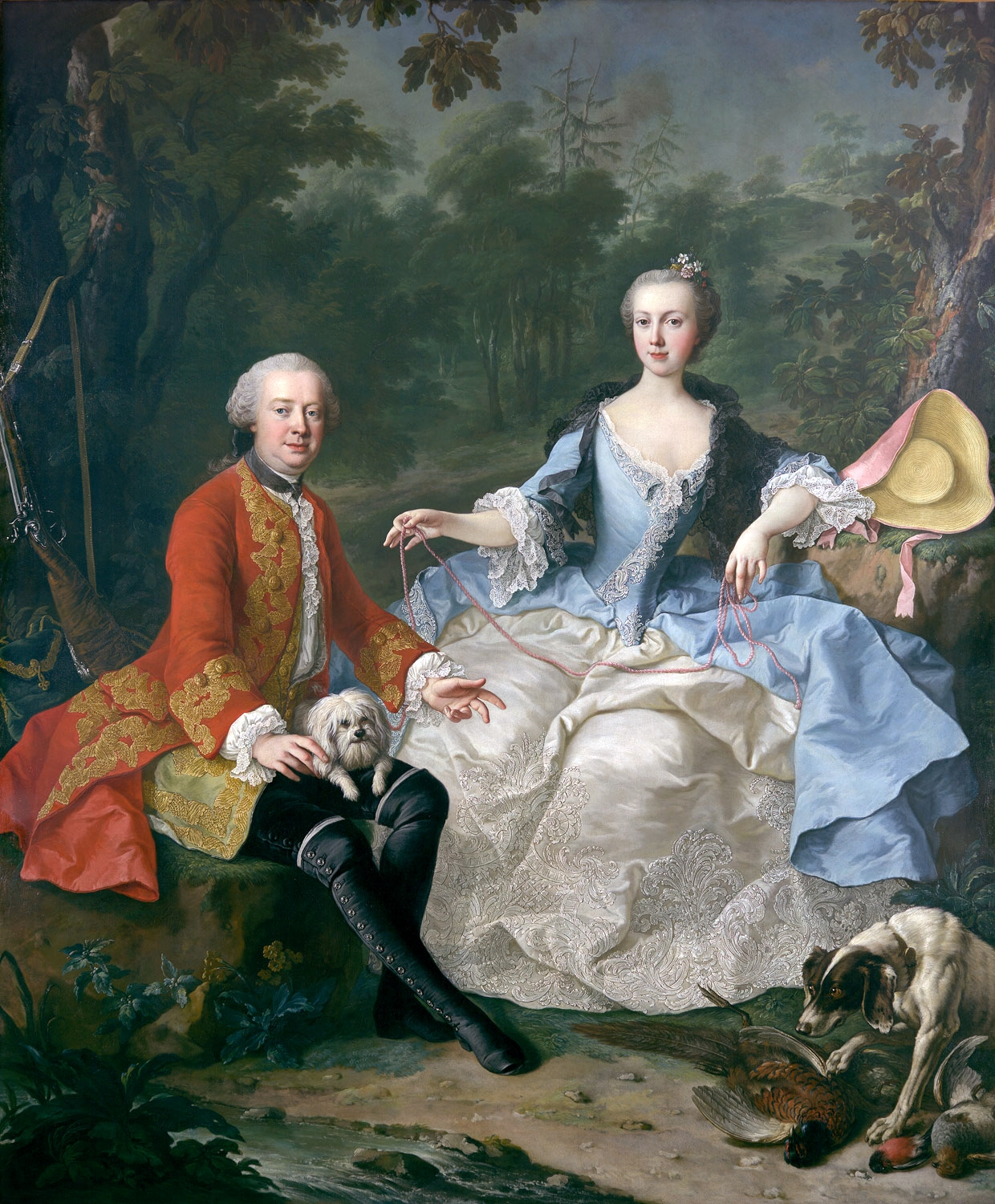
Martin van Meytens, Giacomo Durazzo et son épouse Ernestine Aloisia Ungnad von Weissenwolff, huile sur toile, vers 1760, Metropolitan Museum of Art.

- 20 mai - 5 septembre 1976 Giacomo Conte Durazzo : 1717-1794 : zum Jubiläum des Wiener Burgtheaters 1776-1976, Vienne, Albertina[6].
- 30 juin - 7 octobre 2012 : Giacomo Durazzo, teatro musicale e collezionismo tra Genova, Parigi, Vienna e Venezia, Gênes, musée du Palazzo Reale[7].